# Pavussu
Pavussu é um município brasileiro do estado do Piauí. Localiza-se a uma latitude 07º57'57" sul e a uma longitude 43º13'21" oeste, estando a uma altitude de 1.453 metros. Sua população segundo o Censo do IBGE 2022, é de 3.628 habitantes. Possui uma área de 1.090 km².

## Toponímia
Pavussu é vocábulo indígena que significa "lagoa grande", lagoão. Do tupi ypaba: lago, lagoa, água represada; e ussu: grande.